# Tony Attwood
Tony Attwood, all'anagrafe Anthony John Attwood (Birmingham, 9 febbraio 1952), è uno psicologo britannico che vive e lavora nel Queensland (Australia); è considerato il massimo esperto mondiale della sindrome di Asperger.

## Biografia
Ha conseguito la laurea magistrale in psicologia clinica all'Università del Surrey e un dottorato di ricerca all'University College London sotto Uta Frith; ha inoltre ricevuto una laurea ad honorem in psicologia dall'Università di Hull. È attualmente professore associato presso la Griffith University, in Queensland.
È autore di numerosi libri ed articoli sulla sindrome di Asperger; la sua pubblicazione più importante è la Guida alla sindrome di Asperger. Diagnosi e caratteristiche evolutive, 2007, Centro Studi Erickson, tradotto in venti lingue, che fornisce informazioni su diagnosi, problematiche nelle relazioni sociali, problemi sensoriali, controllo motorio ed altre tipiche difficoltà con cui hanno a che fare le persone Asperger e le loro reti di supporto.
Attwood compare inoltre in svariati video di YouTube, nei quali parla di diversi aspetti della sindrome; alcuni di tali filmati sono sottotitolati in italiano.
Tony Attwood fa pratica clinica presso il suo centro di Brisbane, fondato nel 1992, sulla diagnosi e il trattamento per bambini ed adulti Asperger.
In Italia ha tenuto diverse conferenze e workshop, con l'organizzazione della ONLUS Spazio Asperger.

## Educazione Cognitivo-Affettiva
Attwood ha sviluppato una serie di strumenti, nell'ambito delle terapie cognitivo-comportamentali, per aiutare persone con sindrome di Asperger, autismo ad alto funzionamento e disturbo pervasivo dello sviluppo non altrimenti specificato, ad affrontare le difficoltà nel gestire i disturbi dell'umore e l'ansia. L'insieme dei mezzi da lui realizzati va sotto il nome di CAT-kit (l'acronimo sta per Cognitive Affective Training, ovvero Educazione Cognitivo-Affettiva).
Il CAT-kit è disponibile anche in una versione tradotta e adattata per la lingua italiana.

## Libri
- Tony Attwood, Asperger's syndrome, Jessica Kingsley Pub, 1º gennaio 1998, ISBN 978-1-85302-577-8.
- Tony Attwood, The complete guide to Asperger's syndrome, Jessica Kingsley Pub, 1º novembre 2006, ISBN 978-1-84310-495-7.
- Tony Attwood, Exploring Feelings, Future Horizons Inc, 1º novembre 2004, ISBN 978-1-932565-21-8.
- Tony Attwood, Exploring Feelings: Anxiety, Future Horizons Inc, 1º novembre 2004, ISBN 978-1-932565-22-5.
- Tony Attwood, Asperger's Diagnostic Assessment, 15 settembre 2004, ISBN 978-1-932565-17-1.
- Tony Attwood, Exploring Feelings DVD Cognitive Behaviour Therapy to Manage Anxiety, Sadness, and Anger, ISBN 978-1-932565-61-4.
- Tony Attwood, From Like to Love for Young People with Aspergers Syndrome (Autism Spectrum Disorder): Learning How to Express and Enjoy Affection with Family and Friends, Jessica Kingsley Pub, 2013, ISBN 978-0-857007-77-3.

## Libri disponibili in versione italiana
- Tony Attwood, Guida alla sindrome di Asperger. Diagnosi e caratteristiche evolutive, Edizioni Centro Studi Erickson, 2007, ISBN 978-88-7946-992-0.
- Tony Attwood, Michelle, Garnett, Emozioni e sindrome di Asperger. Educazione affettiva per bambini e ragazzi con sindrome di Asperger, Edizioni Centro Studi Erickson, 2014, ISBN 978-88-590-0706-7.
- Tony Attwood, Carol Gray, Gli devo dire che è Asperger? Strategie e consigli per spiegare la diagnosi di spettro autistico alla persona, alla famiglia e alla scuola, Armando Editore, 2014, ISBN 978-88-6677-412-9.
- Tony Attwood, Esplorare i sentimenti. Terapia cognitivo comportamentale per gestire ansia e rabbia, Armando Editore, 2013, ISBN 978-88-6677-380-1.
- Tony Attwood, Angela Scarpa, Anthony Wells, Esplorare i sentimenti per i più piccoli. Terapia cognitivo comportamentale per gestire ansia e rabbia nei bambini di 5-7 anni. Il modello STAMP, Armando Editore, 2015, ISBN 978-88-6677-602-4.

## Una selezione di articoli recenti
- (EN)  Attwood T., Callesen K. e Nielsen A. M. "The CAT-kit: Cognitive Affective Training." Future Horizons Inc. 2008
- (EN)  Sofronoff K., Attwood T., Hinton S., Levin I. "A Randomized Controlled Trial of a Cognitive Behavioural Intervention for Anger Management in Children Diagnosed with Asperger Syndrome." Autism Dev Disord. 3 novembre 2006. PMID 17082978
- (EN)  Sofronoff K., Attwood T., Hinton S. "A randomised controlled trial of a CBT intervention for anxiety in children with Asperger syndrome. J Child Psychol Psychiatry. novembre 2005;46(11):1152-60. PMID 16238662
- (EN)  Attwood T. "Frameworks for behavioral interventions." Child Adolesc Psychiatr Clin N Am. gennaio 2003;12(1):65-86. DOI: 10.1016/S1056-4993(02)00054-8 PMID 12512399 (articolo con revisione)

## Altre opere
Attwood ha curato la prefazione e la postfazione di Lucy's Story: Autism and Other Adventures, di Lucy Blackman, edito da Jessica Kingsley (2001).